# Aslaug Dahl
Pour les articles homonymes, voir Dahl.
Aslaug Dahl, née le 23 mars 1949 à Nesseby, est une fondeuse norvégienne. Participant aux Jeux olympiques d'hiver de 1972 organisés à Sapporo, elle décroche la médaille d'argent sur l'épreuve du relais 3x5 km avec ses compatriotes Berit Mørdre Lammedal et Inger Aufles.

## Palmarès

### Jeux olympiques
- Jeux olympiques de 1972 à Sapporo (Japon) :
  -  Médaille de bronze sur le relais 3x5 km.